# District de Yuncheng
Pour les articles homonymes, voir Yuncheng (homonymie).
Le district de Yuncheng (云城区 ; pinyin : Yúnchéng Qū) est une subdivision administrative de la province du Guangdong en Chine. Il est placé sous la juridiction de la ville-préfecture de Yunfu.